# Jules Malou
Jules Edouard François-Xavier Malou (Ypres, 1810. október 19. –  Brüsszel, 1886. július 11.) belga politikus és államférfi volt, Belgium miniszterelnöke 1871 és 1878 között, majd másodszor 1884-ben.

## Pályája
1810-ben született Ypres-ben. Köztiszviselőként, az igazságügy-minisztérium munkatársaként dolgozott, majd 1841-ben a katolikus párt képviseletében megválasztották a belga képviselőház tagjának. Ezután rövid ideig Antwerpen tartomány kormányzója volt. 1844-ben megkapta a pénzügyminiszteri posztot Jean-Baptiste Nothomb koalíciós kormányában, majd 1846-ban ugyanezen a poszton vett részt Barthélémy de Theux de Meylandt katolikus többségű kormányában, amely az 1847-es választások után lemondott.
Malou ezután a szenátus tagja lett és a katolikus párt egészen 1870-ig nem tért vissza a hatalomba. Jules d'Anethan báró szélsőségesen katolikus irányvonalú kormányzata ellen 1871-ben felkelés tört ki Brüsszelben, a kormány lemondott és II. Lipót belga király felkérésére 1871. december 7-én megalakult a kormány, névleg Barthélémy de Theux de Meylandt vezetésével, de ténylegesen Malou irányítása alatt. A Poroszországban zajló Kulturkampf-ot kihasználva sikerült semlegesítenie a katolikus párt szélsőségeseit, és saját kezében tartva a pénzügyminiszteri tárcát, a kulturális és vallási kérdések helyett Belgium, elsősorban a közlekedés fejlesztésére koncentrált.
Miután 1878-ban lemondott a kormány, Malou változtatott politikai nézetein, közelebb került a katolikus szélsőségesekhez és amikor 1884-ben ismét hatalomra került, rövid idő alatt lerombolta az előző kormány, Frère-Orban alatt elért oktatási kompromisszumot. A katolikus iskoláknak kedvező törvények elfogadása után felkelés tört ki Brüsszelben és októberben a király Victor Jacobs és Charles Woeste, a kabinet szélsőséges minisztereinek lemondását követelte. Malou is benyújtotta lemondását és Brüsszel Woluwe-Saint-Lambert kerületében található kastélyába (ma Château Malou) vonult vissza, itt halt meg 1886-ban.

## A Malou-kormány tagjai
| Miniszteri tiszt                               | Név                   | Párt         |
| ---------------------------------------------- | --------------------- | ------------ |
| Külügyminiszter                                | Alphonse de Moreau    | Katolikus    |
| Belügyminiszter                                | Victor Jacobs         | Katolikus    |
| Igazságügy-miniszter                           | Charles Woeste        | Katolikus    |
| Pénzügyminiszter                               | Jules Malou           | Katolikus    |
| Mezőgazdasági, ipari és közmunkaügyi miniszter | Auguste Beernaert     | Katolikus    |
| Vasútügyi miniszter                            | Jules Vandenpeereboom | Katolikus    |
| Hadügyminiszter                                | Charles Pontus        | pártonkívüli |

## Lásd még
- Első iskolaháború

## Fordítás
- Ez a szócikk részben vagy egészben  a   Jules Malou című angol Wikipédia-szócikk fordításán alapul.  Az eredeti cikk szerkesztőit annak laptörténete sorolja fel. Ez a jelzés csupán a megfogalmazás eredetét és a szerzői jogokat jelzi, nem szolgál a cikkben szereplő információk forrásmegjelöléseként.